# Adolfo Mazzini
Pour les articles homonymes, voir Mazzini.
Adolfo Mazzini , né le 1er septembre 1909 à Macerata en Italie et mort le 16 février 2006 à Rome, est un ancien basketteur italien.

## Palmarès
- Champion d'Italie 1928, 1931, 1933, 1935